# واترپلو در المپیک تابستانی ۱۹۰۸

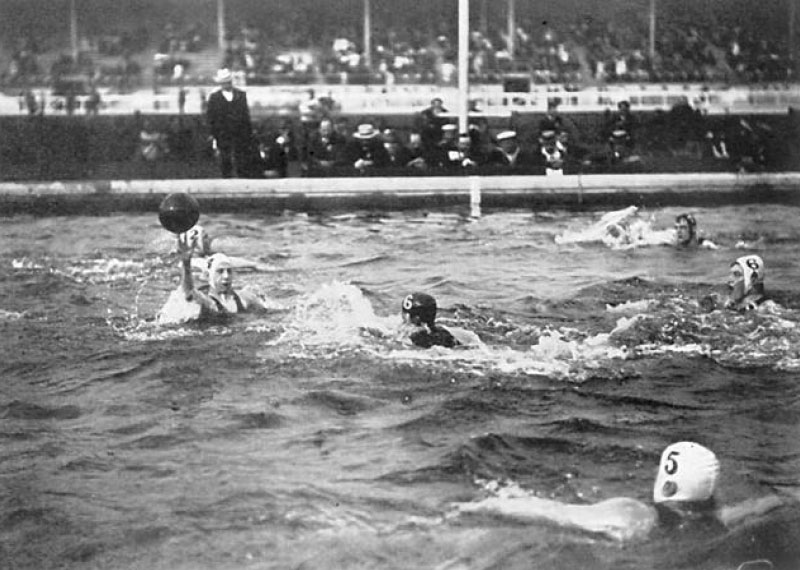
واترپلو در بازی‌های المپیک تابستانی ۱۹۰۸

واترپلو در بازی‌های المپیک تابستانی ۱۹۰۸ نام رویداد ورزش واترپلو در بازی‌های المپیک تابستانی بود که در سال ۱۹۰۸ برگزار شد.

## جدول مدال ها
| جایگاه | کشور           | طلا | نقره | برنز | مجموع |
| 1      | بریتانیای کبیر | ۱   | ۰    | ۰    | ۱     |
| 2      | بلژیک          | ۰   | ۱    | ۰    | ۱     |
| 3      | سوئد           | ۰   | ۰    | ۱    | ۱     |
|        |                |     |      |      |       |
| —      | هلند           | ۰   | ۰    | ۰    | ۰     |